# Bolephthyphantes
Bolephthyphantes is een geslacht van spinnen uit de familie hangmatspinnen (Linyphiidae).

## Soorten
De volgende soorten zijn bij het geslacht ingedeeld:
- Bolephthyphantes caucasicus (Tanasevitch, 1990)
- Bolephthyphantes index (Thorell, 1856)
- Bolephthyphantes indexoides (Tanasevitch, 1989)